# Internationale luchthaven Tianjin Binhai
De internationale luchthaven Tianjin Binhai (Chinees: 天津滨海国际机场, Hanyu pinyin: Tiānjīn Bīnhăi Guójì Jīchǎng, Engels: Tianjin Binhai International Airport) is een luchthaven op 13 kilometer ten oosten van Tianjin, China.
De laatste uitbreiding aan de luchthaven dateert van augustus 2014 toen een nieuwe terminal in gebruik werd genomen. In 2015 maakten 14.314.322 passagiers gebruik van de luchthaven. De luchthaven is de primaire hub voor Okay Airways en Tianjin Airlines en een focuslocatie voor Air China en Xiamen Airlines.